# Lê Dũng Tráng
Lê Dũng Tráng là nhà Toán học Pháp-Việt nổi tiếng trong lĩnh vực Lý thuyết kỳ dị, là học trò của nhà hai Toán học nổi tiếng thế giới Claude Chevalley và Pierre Deligne. Ông được đánh giá là người đóng vai trò cầu nối giữa nền Toán học Việt Nam và Thế giới.

## Thân thế và sự nghiệp
Ông sinh ngày 27/07/1947 tại Sài Gòn, sau đó theo cha mẹ sang Pháp từ lúc mới 3 tuổi.
Ông theo học phổ thông tại trường Lycée Louis-le-Grand.
Năm 1969, khi mới 24 tuổi, ông bảo vệ luận văn Tiến sĩ dưới sự hướng dẫn của Claude Chevalley và Pierre Deligne. Năm 1971, ông trở thành Tiến sĩ khoa học
01/10/1966 – 30/09/1969: Trợ giảng tại Đại học Paris
01/10/1969 – 30/09/1972: Tùy viên nghiên cứu tại CNRS – Trung tâm nghiên cứu khoa học Pháp
01/10/1972 – 30/09/1975: Giáo sư nghiên cứu CNRS – Trung tâm nghiên cứu khoa học Pháp
01/10/1975 – 31/12/1980: Phó giáo sư Đại học Paris 7
1981 - 1999: Giáo sư Trường Đại học Paris 7.
1994 - 1999: Giám đốc Trung tâm Nghiên cứu Quốc gia.
1983 - 1995: Giáo sư Trường Đại học Bách khoa (Pháp).
1999 đến năm 2003 - Giáo sư Trường Đại học Provence (Marseille).
Ông cũng là Chủ tịch ban Toán tại Trung tâm quốc tế về Vật lý lý thuyết (ICTP) mang tên “Abdus Salam” từ năm 2002 đến năm 2009.

## Danh hiệu, giải thưởng
- Giải thưởng toán học của Viện hàn lâm khoa học Pháp (1990).
- Viện sĩ Viện Hàn lâm khoa học các nước đang phát triển (1993).
- Tiến sĩ danh dự của Viện Hàn lâm Khoa học và Công nghệ Việt Nam (2004).

## Công trình tiêu biểu
- Introduction à la théorie des singularités, Paris, Hermann, 2 volumes, 1988
- Publisher: Algebraic approach to differential equations, Bibliotheca Alexandrina, Alexandria, Nov. 2007, World Scientific 2010
- Editor with Kyoji Saito, Bernard Teissier: Singularity Theory, World Scientific 1995
- Topology of hypersurfaces complexes, in singularités à Cargese, astérisque 7/8, 1973, 171–182
- with C. P. Ramanujam The invariance of Milnor's number implies the invariance of the topological type, American Journal of Mathematics, Volume 98, 1976, pp 67–78
- Calcul du nombre de cycles évanouissants d'une hyper surface complexe, Annales de l'institut Fourier, 23, 1973, 261–270, NUMDAM
- Topological Use of Polar Curves, Proc. Symp Pure Math, Volume 29, 1975, pp 507–512
- with Francoise Michel, Claude Weber: Courbes polaires et topology of courbes plan. Annales scientifiques de l'Ecole Normale Supérieure, Sér.4, band 24, 1991, pp. 141–169, NUMDAM
- The geometry of the monodromy theorem in C. P. Ramanujam – a tribute, Tata Institute, Springer Verlag 1978, 157–173
- with H. Hamm Un théoreme de Zariski du type de Lefschetz, Ann.Sci.ENS, 6, 1973, 317–366